# Карбель, Микаэль
Микаэль Карбель Свеннгор (дат. Michael Carbel Svendgaard род. 7 февраля 1995, Хорсенс, Вайле) — датский профессиональный шоссейный велогонщик, выступающий c 2020 года за команду мирового тура «NTT Pro Cycling».

## Достижения
2013
1-й  Чемпион Дании  — Групповая гонка (юниоры)
2014
1-й Dorpenomloop Rucphen
2-й  Чемпионат Дании — Групповая гонка
8-й Эшборн — Франкфурт U23
2015
3-й ЗЛМ Тур  — Генеральная классификация
1-й — Этап 2 (КГ)
3-й Дварс дор Дренте
2016
7-й Тур Фюна
9-й Гран-при Импанис–Ван Петегем
2017
1-й  Чемпион Дании — Групповая гонка U23
1-й Гран-при Хернинга
3-й  Чемпионат мира — Групповая гонка U23
4-й Трофей Умага
2018
3-й  Чемпионат Дании — Групповая гонка
2019
1-й — Этап 5 Флеш дю Сюд